# 富くじ

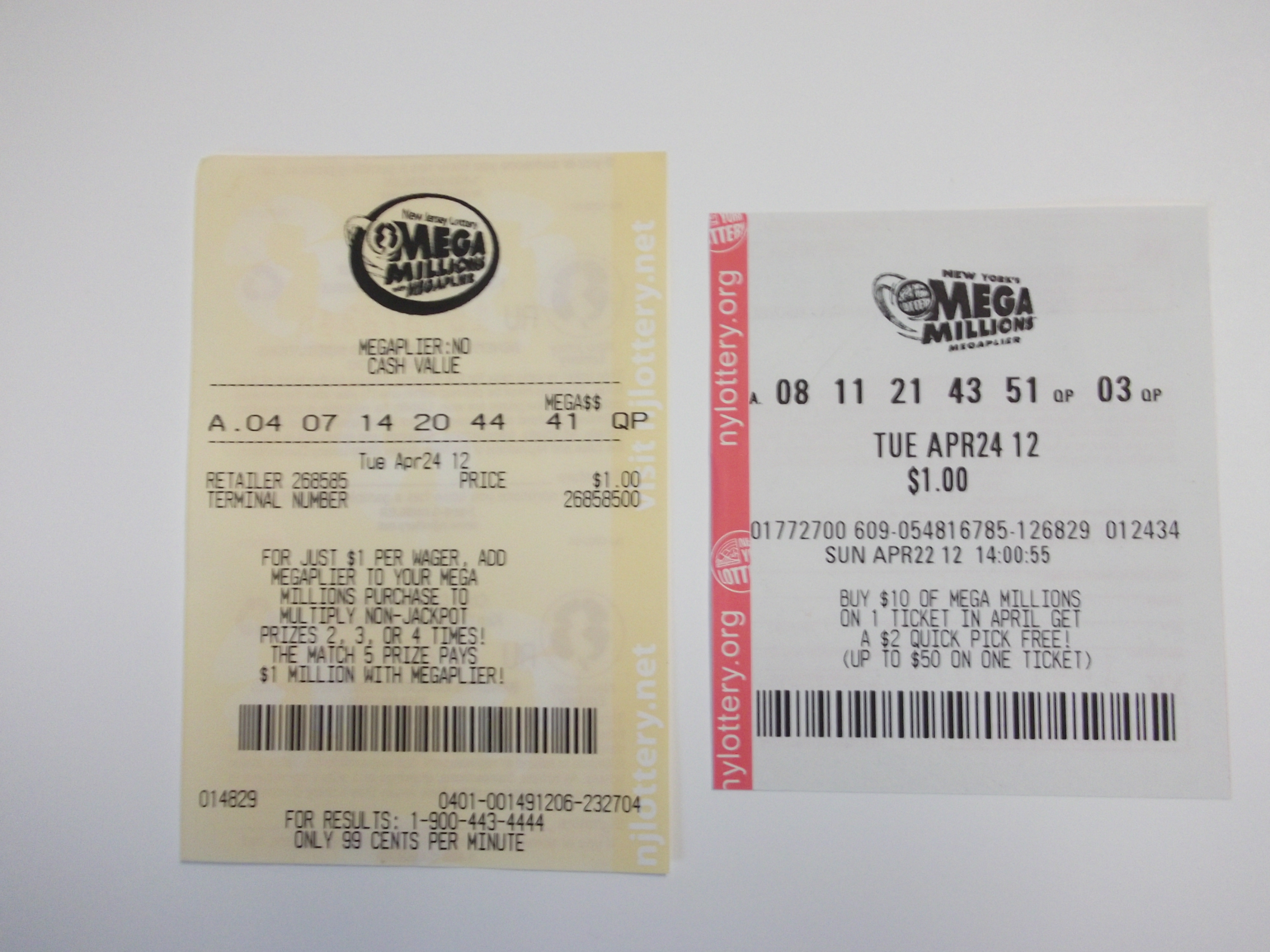
それぞれニュージャージー州とニューヨーク州のアメリカメガ・ミリオンズからの宝くじ。

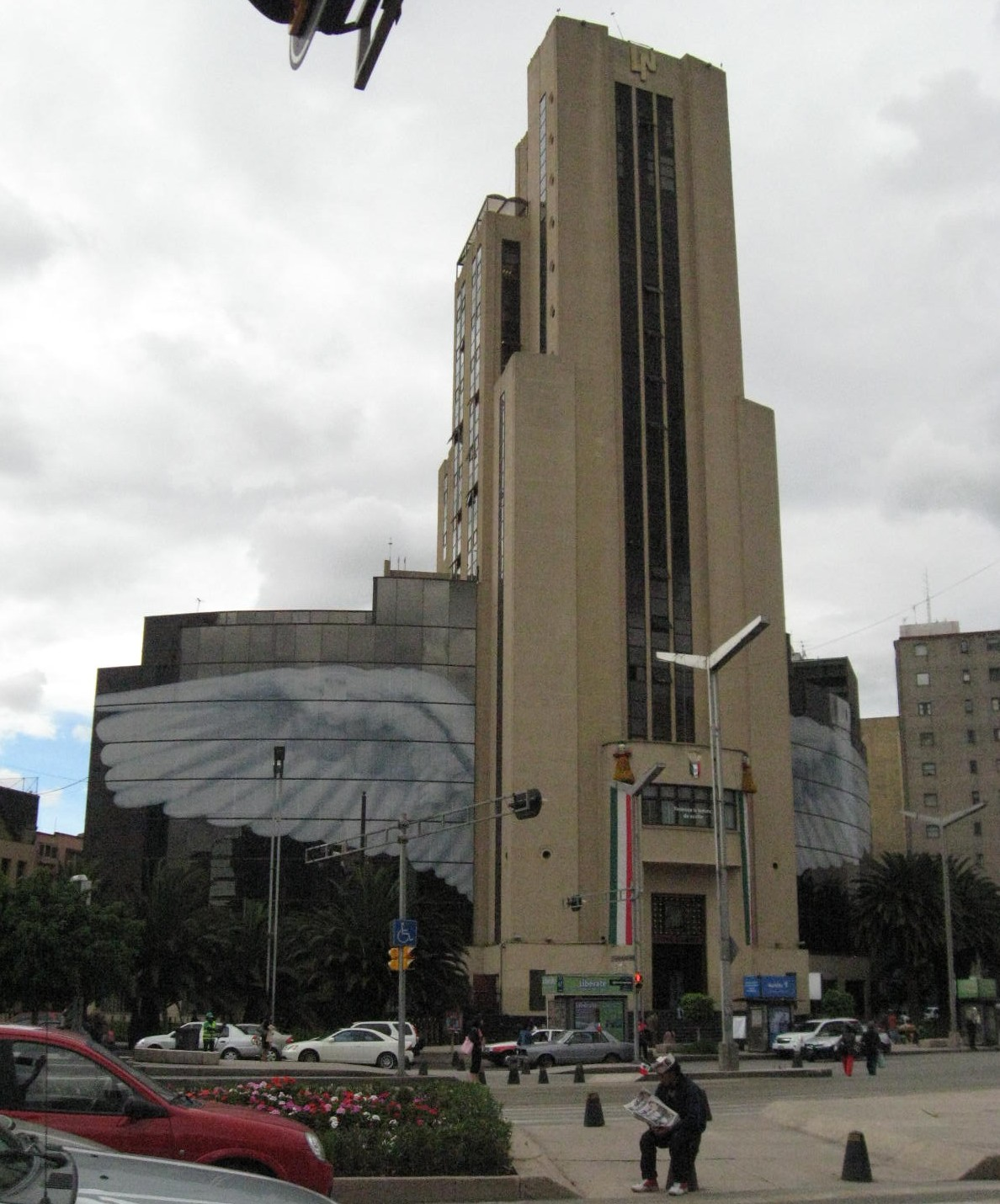
メキシコシティにあるメキシコの「全国宝くじ」（Lotería Nacional）本部。

富くじ（とみくじ・富籤、英語：lottery、ロッタリー）は抽籤（ちゅうせん）によってくじ購入者が賞金を得、くじ発行者がくじ代金での収入を得るという構造を持つ籤（くじ）の一種。日本古来のものや漢字表記では、富籤（とみくじ）といい、日本で売られているものの名称を使って「宝くじ」と総称する場合もある。

## 概要
富くじは民衆の射幸心をいたずらに煽るものと考えられ歴史的にも原則として禁止されることが多い。
刑法学などでは富くじはカジノなどの賭博とは次のような違いがあるとしている。
- 財産の得喪は、賭博の場合は抽選以外の偶発的方法で決まるが、富くじの場合は抽選によって決まる[2]。
- 賭物の所有権は、賭博の場合は勝敗が決した時に勝者に移るが、富くじの場合は先ず財物の提供と同時に発売者に移る[2]。
- 財物の喪失の危険は、賭博の場合は胴元と賭者の両方が負担しているが、富くじの場合は発売者は財物の喪失の危険を負担していない[2]。

ほとんどの国において、富くじの販売権は、特に許可された業者や政府系機関が独占し、発行者側収益の多くは公共事業のための資金源として利用される。

## 歴史
世界最初の富くじは、中国で漢の張良が万里の長城建設のための債を集めるために行ったものとされる。ローマでも建設費調達のためにユリウス・カエサルが利用している。

### イギリス
1569年、エリザベス1世は植民地バージニアの支援やシンク港の修復資金調達のために国営富くじを発行し、その後、多くの公共目的の富くじが発行されたが、私的な富くじも盛んになり社会的弊害も発生するようになったため、1698年の法律で富くじの発行には議会の承認が必要となった。

### 中国
中国では約3000年程前に万里の長城建設のためにキノと呼ばれる富くじが発行されたという伝承がある。富くじの最初の記録は唐代のもので1885年まで散発的ではあるが途絶えることなく発売された。1886年に清朝は富くじを禁止したが小規模なものは引き続き行われていた。1949年の中華人民共和国の成立で富くじは共産主義国家体制となじまないとして一切禁止された。改革開放政策を経て1987年に中国政府は社会福祉関係のプロジェクトの資金集めのために奨券（賞品付富くじ）を発行した。

### 日本
日本の富籤の発祥は摂津・箕面の瀧安寺といわれている。江戸時代には公儀の許可を得た寺社が勧進のために富籤を発売したが、1842年（天保13年）の天保の改革により全面禁止された。

#### 法規制
明治になり太政官布告により富興行は一律禁止となった。しかし、民間では違法な闇富くじが広く行われていた。
1900年5月に出された内務省令の「富籤類似其他取締ノ件」（後に廃止）では、「富籤類似行為」に関しての取締りも厳しくなった。
刑法には富くじ販売・取次・授受罪（刑法187条）の規定があり富くじの販売・取次・授受は禁止されている。なお、一般に福引と呼ばれるものは券そのものを販売するのではなく買物時などに無料配布するもので落選者が財産を失う関係にないから刑法の「富くじ」には該当しない。催事によってはくじを無料配布する福引が「富くじ」と呼称されていることもある。ただし、くじが有料で販売されたもので、それにより落選者が財産を失う関係にある場合には刑法に抵触するおそれがある（福引を参照）。

#### 国・地方公共団体による実施
1937年（昭和12年）9月、臨時資金調整法が施行され福券などのいわゆる戦時債券が発行されたが、売れ行きは不振で発券事務の簡素化も必要とされており、国による富くじ発行の機運が高まった。
第二次世界大戦中の1945年（昭和20年）4月に臨時資金調整法は改正され、同年7月16日に政府くじ「勝札」が発売された（額面は10円で1等は10万円）。 物資不足のため、副賞の賞品（タバコやカナキン（純綿のキャラコ））がもてはやされたが、抽せん前に敗戦したため、「負札」と揶揄された。
現代でも当せん金付証票法に基づく「宝くじ」のように法令による行為（刑法35条）として特例的に認められているものもある。
1948年に施行された当せん金付証票法により、地方公共団体による宝くじの発売が認められた。

#### 海外宝くじの扱い
日本以外の国では、1等賞の賞金に関する上限規定がない国も多いため、日本のロト6のような数字選択式（ただし、日本のロト6の数字2桁×6組より桁数や組み合わせ数が多い）のものでは、キャリーオーバーが積み重なって、日本円で数十億 - 数百億円相当の高額当せんが時折報道される。高額な富くじとしては、アメリカのメガ・ミリオンズなどが有名である。
このためか、日本国内において、「海外宝くじ」と称して、購入代行をダイレクトメールなどで宣伝する悪徳業者が後を絶たないが、当選金額や払い戻し率が高いことが大きな理由である。
ちなみに、刑法第187条第3項（富くじ授受罪）の規定により、外国政府および外国機関が発行する富くじ（海外宝くじ）を日本国内で購入することは出来ない。宝くじ発売自治体・受託銀行・日本宝くじ協会等の広告でも、根拠法こそ示されないものの、その旨が書かれている。

## 各国の富くじ

### 日本
- 富籤（とみくじ）
- 宝くじ
- 紋合わせ

### アメリカ
関連する法律については、合衆国法典18: 犯罪及び刑事手続き (Crimes and Criminal Procedure)の『Chapter 61: Lotteries』を参照のこと。
アメリカでの初の富くじは、1612年にアメリカにおけるイギリス植民地で植民地発展のために設立された勅令会社バージニア会社が行ったジェームズタウン行きの船のための資金調達のために行われたものである。賞金金額は4,000クラウンで魅力的な金額ではあったもののロンドンでの資金調達は成功しなかった。その後も道路や大学の建設、戦争など公共目的の資金調達として富くじが発行された。いくらかは資金調達に成功したがすべてが成功したわけではなかった。1762年に民間の富くじを禁止する法律が制定された（あまり意味がなかったが）。
公共の税収を賄うため多くの富くじが発行されていたが、1820年代半ばからキリスト教プロテスタントの一派クエーカー教徒が富くじの禁止を呼びかけるようになり、1830年代にキリスト教的な道徳、そして貧困と不正の原因として全国的な運動となった。そういった禁止活動を行っていた中で、活動が大きかったルイジアナ州の富くじ運営組織が州職員や連邦職員へ大規模な贈収賄を行っていたことが発覚し、富くじを含むギャンブルを規制する流れとなり1895年に実質的にアメリカ全土で富くじが禁止された。
1964年、ニューハンプシャー州で富くじが設立された後、1966年にニューヨーク州、1970年にニュージャージー州で富くじが行われるようになり、その後多くの州が続いた。
一部の州では、贈収賄を防ぐために「州の公開法」として当選者の情報が公開される。これらを匿名にすべきかという議論がある。
- パワーボール
- メガ・ミリオンズ

### ヨーロッパ
- ユーロミリオンズ
- ソルテオ・エクストラオルディナリオ・デ・ナビダ（スペイン）

### メキシコ
メキシコのロテリア・ナシオナルは18世紀末に遡ります。ロテリアの目標は、雇用を創出し、「富の再分配プロセス」を推進することです。 ロテリアはまた、北米州および州立宝くじ協会のメンバーでもあります。